# Socket C32
Socket C32 es un zócalo para procesadores de servidores de la serie Opteron 4000 para configuraciones de 1-CPU y dual-CPU de AMD. Es el sucesor  del Socket AM3 para procesadores de servidor de configuración de 1-CPU y el sucesor del Socket F para procesadores de configuración dual-CPU de segmento bajo (procesadores de segmento alto utilizan el Socket G34). El zócalo C32 soporta 2 canales DDR3 SDRAM. Se basa en el zócalo F y utiliza un zócalo similar del tipo LGA de 1207 pines pero no es física ni eléctricamente compatible con el zócalo F debido al uso de DDR3 SDRAM en vez de DDR2 SDRAM  que usan las plataformas con zócalo F
El zócalo C32 se lanzó el 23 de junio de 2010 como parte de la plataforma de San Marino con los procesadores Opteron 4100 "Lisbon" de cuatro y seis núcleos.
C32 también es compatible con los Opterons "Valencia" de seis y ocho núcleos basados en la microarquitectura Bulldozer introducidos en noviembre de 2011.
Tanto el zócalo C32 y  el G34 fueron reemplazados en el año 2017 por el Socket SP3 para servidores de configuración 1-CPU y dual-CPU, compatible con los procesadores Epyc basados en la microarquitectura Zen, sucesores de todas las familias de procesadores Opteron.

## Chipsets
Al igual que el zócalo G34, también utiliza los chipsets AMD SR5690, SR5670 y SR5650.